# 도코 법친왕
도코 법친왕(일본어: 道光法親王 どうこうほっしんのう[*], 게이초 17년 3월 8일 (1612년 4월 8일) - 엔포 6년 6월 18일 (1678년 8월 5일))은 에도 시대 전기의 법친왕이자 학자이자 승려이다. 아버지는 고요제이 천황, 어머니는 산이노츠보네 (후루이치) 키요하라 타네코이다.

## 약력
1621년 (겐나 2년)에 쇼고인에 들어가, 1625년 (간에이 2년)에 출가, 1626년 (간에이 3년)에 친왕 선하를 받아, 쇼고인 제28세 몬제키가 되었다. 1630년 (간에이 7년), 2품에 올랐고, 그 후 온죠지 장리, 천황의 수호승이 되었다. 1658년 (만지 원년) 즈음, 교토 시라카와 쇼코인으로 옮겨 쇼코인 몬제키가 되어 당우를 부흥했다. 다도, 서예에도 능통했다.